# Campeonato de Europa de la UEFA Sub-17
El Campeonato de Europa sub-17 es una competición europea de fútbol de carácter anual, organizada por la Unión de Asociaciones Europeas de Fútbol (UEFA), en la que compiten selecciones nacionales de categoría sub-17.
Establecido en el año 1982, fue hasta 2001 un evento bianual de categoría sub-16. Tras una reestructuración de las categorías inferiores, desde 2002 pasó a ser un evento anual de categoría sub-17. En los años impares, sirve además como clasificatorio para la Copa Mundial de Fútbol Sub-17.

## Historial
| Edición | Año                         | Campeón                                    | Resultado                                  | Subcampeón                                 | Tercer puesto                              | Tercer puesto                              | Tercer puesto                              |
| ------- | --------------------------- | ------------------------------------------ | ------------------------------------------ | ------------------------------------------ | ------------------------------------------ | ------------------------------------------ | ------------------------------------------ |
|         | Campeonato de Europa Sub-16 |                                            |                                            |                                            |                                            |                                            |                                            |
| 1       | Europeo 1982                | Italia                                     | 1 - 0                                      | Alemania Federal                           | Yugoslavia                                 | 0 - 0 (4 - 2 pen.)                         | Finlandia                                  |
| 2       | Europeo 1984                | Alemania Federal                           | 2 - 0                                      | Unión Soviética                            | Inglaterra                                 | 1 - 0                                      | Yugoslavia                                 |
| 3       | Europeo 1985                | Unión Soviética                            | 4 - 0                                      | Grecia                                     | España                                     | 1 - 0                                      | Alemania Democrática                       |
| 4       | Europeo 1986                | España                                     | 2 - 1                                      | Italia                                     | Unión Soviética                            | 1 - 1 (9 - 8 pen.)                         | Alemania Democrática                       |
| 5       | Europeo 1987                | Italia                                     | 1 - 0                                      | Unión Soviética                            | Francia                                    | 3 - 0                                      | Turquía                                    |
| 6       | Europeo 1988                | España                                     | 0 - 0 (4 - 2 pen.)                         | Portugal                                   | Alemania Democrática                       | 0 - 0 (5 - 4, pen.)                        | Alemania Federal                           |
| 7       | Europeo 1989                | Portugal                                   | 4 - 1                                      | Alemania Democrática                       | Francia                                    | 3 - 2                                      | España                                     |
| 8       | Europeo 1990                | Checoslovaquia                             | 3 - 2                                      | Yugoslavia                                 | Polonia                                    | 3 - 2                                      | Portugal                                   |
| 9       | Europeo 1991                | España                                     | 2 - 0                                      | Alemania                                   | Grecia                                     | 1 - 1 (5 - 4 pen.)                         | Francia                                    |
| 10      | Europeo 1992                | Alemania                                   | 2 - 1                                      | España                                     | Italia                                     | 1 - 0                                      | Portugal                                   |
| 11      | Europeo 1993                | Polonia                                    | 1 - 0                                      | Italia                                     | Checoslovaquia                             | 2 - 1                                      | Francia                                    |
| 12      | Europeo 1994                | Turquía                                    | 1 - 0                                      | Dinamarca                                  | Ucrania                                    | 2 - 0                                      | Austria                                    |
| 13      | Europeo 1995                | Portugal                                   | 2 - 0                                      | España                                     | Alemania                                   | 2 - 1                                      | Francia                                    |
| 14      | Europeo 1996                | Portugal                                   | 1 - 0                                      | Francia                                    | Israel                                     | 3 - 2                                      | Grecia                                     |
| 15      | Europeo 1997                | España                                     | 0 - 0 (5 - 4 pen.)                         | Austria                                    | Alemania                                   | 3 - 1                                      | Suiza                                      |
| 16      | Europeo 1998                | Irlanda                                    | 2 - 1                                      | Italia                                     | España                                     | 2 - 1                                      | Portugal                                   |
| 17      | Europeo 1999                | España                                     | 4 - 1                                      | Polonia                                    | Alemania                                   | 2 - 1                                      | República Checa                            |
| 18      | Europeo 2000                | Portugal                                   | 2 - 1                                      | República Checa                            | Países Bajos                               | 5 - 0                                      | Grecia                                     |
| 19      | Europeo 2001                | España                                     | 1 - 0                                      | Francia                                    | Croacia                                    | 4 - 1                                      | Inglaterra                                 |
|         | Campeonato de Europa Sub-17 |                                            |                                            |                                            |                                            |                                            |                                            |
| 20      | Europeo 2002                | Suiza                                      | 0 - 0 (4 - 2 pen.)                         | Francia                                    | Inglaterra                                 | 4 - 1                                      | España                                     |
| 21      | Europeo 2003                | Portugal                                   | 2 - 1                                      | España                                     | Austria                                    | 1 - 0                                      | Inglaterra                                 |
| 22      | Europeo 2004                | Francia                                    | 2 - 1                                      | España                                     | Portugal                                   | 4 - 4 (3 - 2 pen.)                         | Inglaterra                                 |
| 23      | Europeo 2005                | Turquía                                    | 2 - 0                                      | Países Bajos                               | Italia                                     | 2 - 1                                      | Croacia                                    |
| 24      | Europeo 2006                | Rusia                                      | 2 - 2 (5 - 3 pen.)                         | República Checa                            | España                                     | 1 - 1 (3 - 2 pen.)                         | Alemania                                   |
| 25      | Europeo 2007                | España                                     | 1 - 0                                      | Inglaterra                                 | Bélgica y Francia                          | Bélgica y Francia                          | Bélgica y Francia                          |
| 26      | Europeo 2008                | España                                     | 4 - 0                                      | Francia                                    | Países Bajos y Turquía                     | Países Bajos y Turquía                     | Países Bajos y Turquía                     |
| 27      | Europeo 2009                | Alemania                                   | 2 - 1                                      | Países Bajos                               | Italia y Suiza                             | Italia y Suiza                             | Italia y Suiza                             |
| 28      | Europeo 2010                | Inglaterra                                 | 2 - 1                                      | España                                     | Francia y Turquía                          | Francia y Turquía                          | Francia y Turquía                          |
| 29      | Europeo 2011                | Países Bajos                               | 5 - 2                                      | Alemania                                   | Dinamarca e Inglaterra                     | Dinamarca e Inglaterra                     | Dinamarca e Inglaterra                     |
| 30      | Europeo 2012                | Países Bajos                               | 1 - 1 (5 - 4 pen.)                         | Alemania                                   | Polonia y Georgia                          | Polonia y Georgia                          | Polonia y Georgia                          |
| 31      | Europeo 2013                | Rusia                                      | 0 - 0 (5 - 4 pen.)                         | Italia                                     | Suecia y Eslovaquia                        | Suecia y Eslovaquia                        | Suecia y Eslovaquia                        |
| 32      | Europeo 2014                | Inglaterra                                 | 1 - 1 (4 - 1 pen.)                         | Países Bajos                               | Portugal y Escocia                         | Portugal y Escocia                         | Portugal y Escocia                         |
| 33      | Europeo 2015                | Francia                                    | 4 - 1                                      | Alemania                                   | Bélgica y Rusia                            | Bélgica y Rusia                            | Bélgica y Rusia                            |
| 34      | Europeo 2016                | Portugal                                   | 1 - 1 (5 - 4 pen.)                         | España                                     | Países Bajos y Alemania                    | Países Bajos y Alemania                    | Países Bajos y Alemania                    |
| 35      | Europeo 2017                | España                                     | 2 - 2 (4 - 1 pen.)                         | Inglaterra                                 | Turquía y Alemania                         | Turquía y Alemania                         | Turquía y Alemania                         |
| 36      | Europeo 2018                | Países Bajos                               | 2 - 2 (4 - 1 pen.)                         | Italia                                     | Bélgica e Inglaterra                       | Bélgica e Inglaterra                       | Bélgica e Inglaterra                       |
| 37      | Europeo 2019                | Países Bajos                               | 4 - 2                                      | Italia                                     | Francia y España                           | Francia y España                           | Francia y España                           |
|         | Europeo 2020                | Cancelado debido a la pandemia de COVID-19 | Cancelado debido a la pandemia de COVID-19 | Cancelado debido a la pandemia de COVID-19 | Cancelado debido a la pandemia de COVID-19 | Cancelado debido a la pandemia de COVID-19 | Cancelado debido a la pandemia de COVID-19 |
|         | Europeo 2021                | Cancelado debido a la pandemia de COVID-19 | Cancelado debido a la pandemia de COVID-19 | Cancelado debido a la pandemia de COVID-19 | Cancelado debido a la pandemia de COVID-19 | Cancelado debido a la pandemia de COVID-19 | Cancelado debido a la pandemia de COVID-19 |
| 38      | Europeo 2022                | Francia                                    | 2 - 1                                      | Países Bajos                               | Portugal y Serbia                          | Portugal y Serbia                          | Portugal y Serbia                          |
| 39      | Europeo 2023                | Alemania                                   | 0 - 0 (5 - 4 pen.)                         | Francia                                    | España y Polonia                           | España y Polonia                           | España y Polonia                           |
| 40      | Europeo 2024                | Italia                                     | 3 - 0                                      | Portugal                                   | Serbia y Dinamarca                         | Serbia y Dinamarca                         | Serbia y Dinamarca                         |
| 41      | Europeo 2025                | Portugal                                   | 3 - 0                                      | Francia                                    | Italia y Bélgica                           | Italia y Bélgica                           | Italia y Bélgica                           |
| 42      | Europeo 2026                | Por disputar                               | Por disputar                               | Por disputar                               | Por disputar                               | Por disputar                               | Por disputar                               |
| 43      | Europeo 2027                | Por disputar                               | Por disputar                               | Por disputar                               | Por disputar                               | Por disputar                               | Por disputar                               |

## Palmarés
En cursiva se indica el torneo en que el equipo fue local.
| Equipo               | Campeón                                                  | Subcampeón                             | Tercer lugar                     |
| -------------------- | -------------------------------------------------------- | -------------------------------------- | -------------------------------- |
| España               | 9 (1986, 1988, 1991, 1997, 1999, 2001, 2007, 2008, 2017) | 6 (1992, 1995, 2003, 2004, 2010, 2016) | 4 (1985, 1998, 2006, 2023)       |
| Portugal             | 7 (1989, 1995, 1996, 2000, 2003, 2016, 2025)             | 2 (1988, 2024)                         | 3 (2004, 2014, 2022)             |
| Alemania             | 4 (1984, 1992, 2009, 2023)                               | 5 (1982, 1991, 2011, 2012, 2015)       | 5 (1995, 1997, 1999, 2016, 2017) |
| Países Bajos         | 4 (2011, 2012, 2018, 2019)                               | 4 (2005, 2009, 2014, 2022)             | 1 (2000)                         |
| Francia              | 3 (2004, 2015, 2022)                                     | 6 (1996, 2001, 2002, 2008, 2023, 2025) | 3 (1987, 1989, 2010, 2019)       |
| Rusia                | 3 (1985, 2006, 2013)                                     | 2 (1984, 1987)                         | 2 (1986, 2015)                   |
| Italia               | 2 (1982, 1987, 2024)                                     | 6 (1986, 1993, 1998, 2013, 2018, 2019) | 3 (1992, 2005, 2025)             |
| Inglaterra           | 2 (2010, 2014)                                           | 2 (2007, 2017)                         | 2 (1984, 2002)                   |
| Turquía              | 2 (1994, 2005)                                           |                                        | 1 (2008)                         |
| República Checa      | 1 (1990)                                                 | 2 (2000, 2006)                         | 1 (1993)                         |
| Polonia              | 1 (1993)                                                 | 1 (1999)                               | 3 (1990, 2012, 2023)             |
| Suiza                | 1 (2002)                                                 |                                        | 1 (2009)                         |
| Irlanda              | 1 (1998)                                                 |                                        |                                  |
| Serbia               |                                                          | 1 (1990)                               | 3 (1982, 2022, 2024)             |
| Dinamarca            |                                                          | 1 (1994)                               | 2 (2011, 2024)                   |
| Grecia               |                                                          | 1 (1985)                               | 1 (1991)                         |
| Alemania Democrática |                                                          | 1 (1989)                               | 1 (1988)                         |
| Austria              |                                                          | 1 (1997)                               | 1 (2003)                         |
| Bélgica              |                                                          |                                        | 3 (2007, 2015, 2025)             |
| Ucrania              |                                                          |                                        | 1 (1994)                         |
| Israel               |                                                          |                                        | 1 (1996)                         |
| Croacia              |                                                          |                                        | 1 (2001)                         |
| Suecia               |                                                          |                                        | 1 (2013)                         |